# Beztrwogi
Beztrwogi – polski herb szlachecki, nadany w Królestwie Polskim.

## Opis herbu
W środku tarczy błękitnej ze skrajem złotym, granat z lontem płonącym, przeszyty ukośnie na krzyż dwoma mieczami o rękojeściach złotych. Nad hełmem miecz taki.

## Najwcześniejsze wzmianki
Nadany 2 kwietnia 1844 Wilhelmowi Lipińskiemu, radcy rządu gubernialnego lubelskiego.

## Herbowni
Lipiński.